# Un frate formidabil
Un frate formidabil (titlul original: în cehă Brácha za všechny peníze) este un film de comedie cehoslovac, realizat în 1979 de regizorul Stanislav Strnad, sequel al filmului Fratele meu are un frate formidabil (1975), protagoniști fiind actorii Roman Čada, Magda Reifová, Jan Hrušínský și Libuše Šafránková.
Comedia de familie Fratele meu are un frate formidabil a fost un succes care a dus la lansarea unei continuări trei ani mai târziu. Ambele filme au fost regizate de Stanislav Strnad. Protagoniștii acestui film relaxant sunt, ca și în filmul inițial, simpaticul șmecher Martin, acum în vârstă de 15 ani, și fratele său mai mare Honza, care are o fiică cu iubita, acum soție, Zuzana. Gelozia amenință acum să le distrugă căsnicia, iar divorțul este evitat doar datorită inventivului Martin și a prietenei sale Magda.

## Rezumat
Honza și Zuzana sunt soț și soție foarte tineri. Au o fiică mică de care ocazional au grijă bunicii și fratele lui Honza, Martin. Zuzana continuă să studieze, iar Honza își dedică toate weekendurile fiind concurent amator de motociclism pe circuitul de viteză. Zuzana însă nu este interesată de motociclete. Martin se consideră responsabil pentru căsătoria fratelui său și la sfatul prietenei sale Magda, care are aceeași vârstă cu el, își invită cumnata la clubul de cai „Huțul” pentru a nu se plictisi.
Dar din nervi și certuri inexplicabile, cei doi tineri soț și soție, încep să fie geloși unul pe celălalt, iar Honza se întoarce la părinții săi. Martin, din dragoste pentru cai, vrea să devină zootehnician, dar părinții lui nu sunt de acord cu asta. Băiatul întreprinzător își găsește drumul către ministrul agriculturii pe care l-a cunoscut cândva făcând autostopul. Ministrul îi organizează o excursie la cooperativa de fermieri și ca „întâmplător”, îi pune o vorbă pentru flăcău la tatăl Pavelka.
Ruptura între cei doi tineri este inevitabilă și căsătoria se îndreaptă spre divorț. Prin urmare, Martin „ia” cu el căruciorul cu copilul, văzând-ul în fața unui magazin. Acolo fetița se joacă cu un tub de pastile și pare că le înghite. Martin și Magda cheamă urgent un medic. Doctorul îi convinge că nu se pot rezolva problemele prin răpire și ajută și la rezolvarea lucrurilor cu poliția. Grija legată de copil i-au pus pe Zuzana și Honza față în față și amândoi ajung să își dea seama ce este important pentru relația lor.

## Distribuție
- Roman Čada – Martin Pavelka zis Prcek
- Magda Reifová – Magda Morávková, prietena lui Martin
- Jan Hrušínský – reparatorul de televizoare Honza (Jan)[2], fratele lui Martin
- Libuše Šafránková – Zuzana, soția lui Jan
- Vladimír Menšík – František Vrána, tatăl Zuzanei
- Blažena Holišová – Vránová, mama Zuzanei
- Josef Bláha – Josef Pavelka, tatăl lui Jan și Martin
- Slávka Budínová – Slávinka Pavelková, mama lui Jan și Martin
- Alice Fialková – Martina, fiica lui Jan și a Zuzanei
- Zdeněk Řehoř – dr. Navrátil
- Jan Kanyza – avocat dr. jur. Kulík
- Oldřich Velen – locotenentul mj. VB [3]
- Jindřich Hinke – concurentul Jiří Křížek
- Lenka Kořínková – Jiřina, sora lui Křížek
- Valentina Thielová – casiera în autoservire
- Jiří Bruder – Jan Maštalíř, președinte al JZD Záre
- Lubomír Kostelka – redactorul de televiziune
- Jan Cmíral – antrenorul
- Václav Fišer – ministrul agriculturii
- Miloslav Homola – portarul la televiziune
- František Husák – contabilul JZD Záre
- Vladimír Krška – Jeřábek, membru al JZD Záře
- Ivo Niederle – Tonda, membru al JZD Záře
- Dana Homolová – Věra Kohoutková, colega de clasă a Zuzanei
- Josef Kubíček – ing. Kohoutek, soțul Věrei
- Vladimír Hlavatý – portarul la minister
- Karel Urbánek – locotenentul VB
- Ludmila Roubíková – bucătarul cooperant Lída
- Darja Hajská – femeia în fața magazinului
- Danuše Klichová – Eva de la clubul „Huțul”